# Chinchalli, Gadag
Chinchalli là một làng thuộc tehsil Gadag, huyện Gadag, bang Karnataka, Ấn Độ.